# Panské Nové Dvory
Panské Nové Dvory (německy Neuhof) jsou částí města Frýdku-Místku, rozkládají se východně od Frýdku na území sousedícím s obcí Dobrá a na severu s Bruzovicemi. V této části města byl zřízen místní osadní výbor.
Geomorfologicky leží Panské Nové Dvory v soustavě Vnějších Západních Karpat, podsoustava Západobeskydské podhůří, celek Podbeskydská pahorkatina.
Na území Panských Nových Dvorů se nachází několik pozoruhodných přírodních lokalit, například přírodní rezervace Novodvorský močál a několik mokřadů. V nedalekém Frýdeckém lese se nachází bývalý vojenský areál, který sloužil jako palebné postavení zapojené po protiletecké a raketové obrany Ostravy.

## Historie

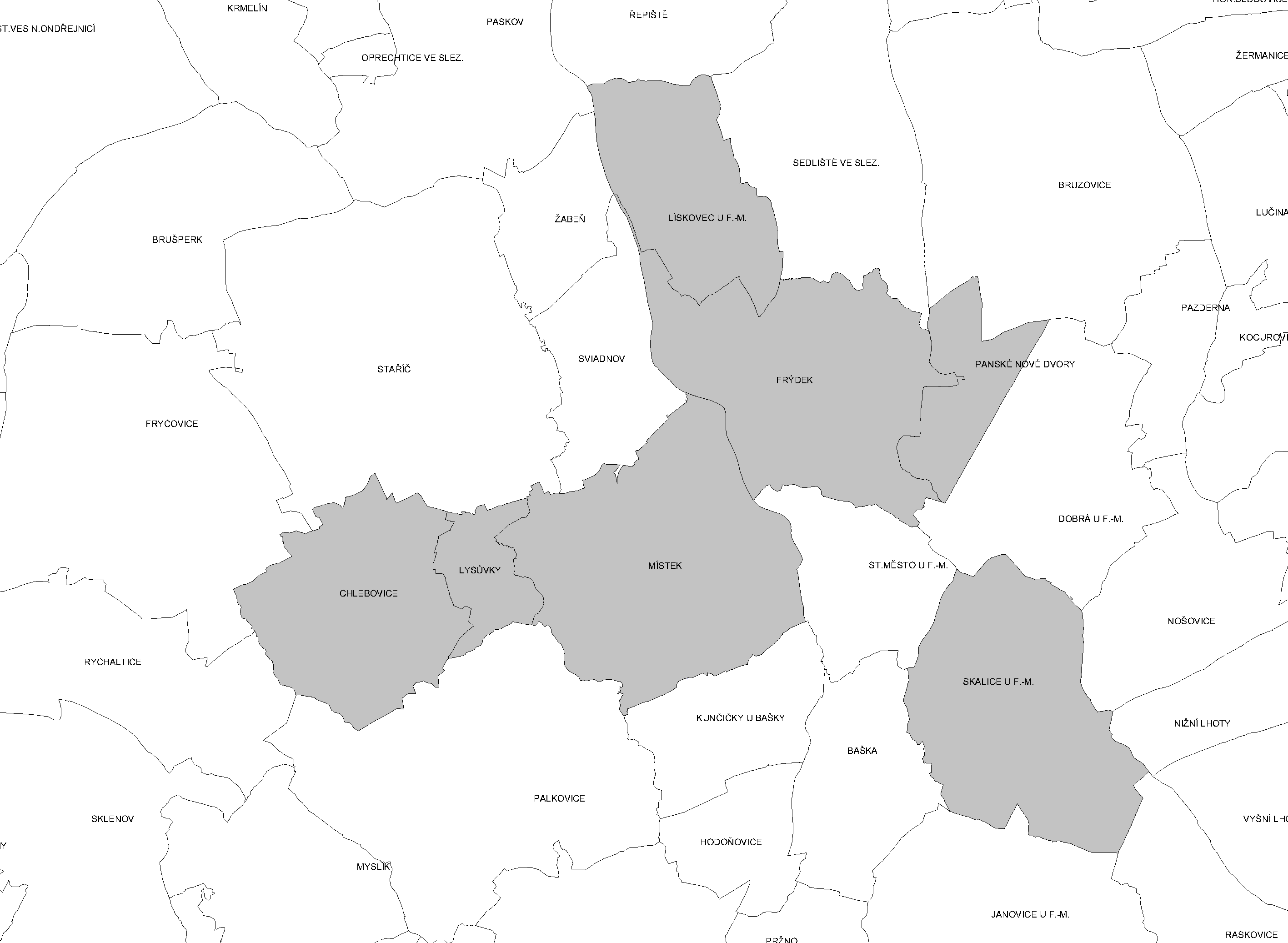
Katastrální členění Frýdku-Místku

Panské Nové Dvory vznikly v roce 1664 jako samostatná vesnice z panského folvarku, který ustanovil v roce 1640 Jiří hrabě z Oppersdorfu v rámci šlechtického režijního podnikání. Přilehlé území však bylo bahnité a majitelům nevynášelo, proto nechal Jan Bernard hrabě Pražma z Bílkova (poručník nezletilých synů Jiřího z Oppersdorfu) pozemky odvodnit založením několika rybníků. Tyto rybníky byly napájeny nedaleko pramenícími potoky Vlčkem a Černým potokem. Pozemky, které byly původně součástí katastru obce Bruzovice, byly následně rozparcelovány pro založení nové vesnice a Panské Nové Dvory se tak staly jednou z vesnic frýdeckého panství. Chovu ryb se nicméně pro kvalitu vody a její železitost nedařilo a rybníky se nakonec postupně proměnily v pole.
Prvními obyvateli Panských Nových Dvorů se stali osadníci Václav Jež, Adam Haluška, Pavel Špaček, Adam Špak a Martin Polan. Prvním připomínaným fojtem je Jan Charvát z domu č.p. 21. Od konce 18. století fojtové sídlili v domě, který dnes nese číslo popisné 2440. Nedaleko stojí kaple sv. Jana Nepomuckého z roku 1899 a na blízkém rozcestí lze spatřit dřevěný kříž, u kterého se dle vyprávění zastavoval průvod se zločinci odváděnými na popraviště na Vršavci. Robotně byli Novodvořané poddáni folvarku v Bruzovicích.
V polovině 19. století měly Panské Nové Dvory již 206 obyvatel a 27 popisných čísel. Novodvořané také patřili k prvním obrozencům a národním nadšencům na Frýdecku, účastnili se schůzí Občanské besedy, v období první republiky patřili rovněž mezi horlivé čtenáře, do knihovny chodilo 25 procent obyvatel, což bylo nejvíce z celého frýdeckého okresu.
V roce 1919 bylo navrženo spojení Panských Nových Dvorů s městem Frýdek, to se ale uskutečnilo až po 60 letech. Poslední samostatné sčítání obyvatel proběhlo v roce 1950. K 1. lednu 1979 přestaly být Panské Nové Dvory evidovány jako samostatná část obce a staly se součástí části Frýdek dne 1. ledna 1979.
Dne 16. srpna 2014 se uskutečnily oslavy 350 let obce a 80 let hasičského sboru Panských Nových Dvorů. Slavnostně byla představena výstava o obci a ukázka hasičské techniky. O uspořádání se zasloužil Osadní výbor na Panských Nových Dvorech a sdružení dobrovolných hasičů.

## Pamětihodnosti
- Kaple sv. Jana Nepomuckého byla postavena roku 1899, od roku 1993 je kulturní památkou České republiky.
- Kamenná socha sv. Jana Nepomuckého na severu území na hranicích s územím Bruzovic byla vytvořena roku 1889 na místě označovaném "Svatý Ján". Socha byla vystavena manžely Herecovými a obnovena byla v roce 2013.
- Dřevěný kříž na kraji frýdeckého lesa na hranicích s Panskými Novými Dvory byl vystaven v roce 1923. Obnoven byl v roce 1995 zásluhou pana Vojtěcha Haince a Karla Špačka, znovu vysvěcen byl tehdejším frýdeckým farářem Petrem Bauchnerem.
- Památný kříž na rozcestí směrem ke kapli sv. Jana Nepomuckého.
- Kaplička sv. Jana Křtitele nedaleko jízdárny v sousedství s místní frýdeckou částí Kamenec.
- Pomník padlým II. světové války byl odhalen dne 28. října 1945 na pozemku paní Kozlové (matka jednoho z padlých). Při osvobozovacích bojích padli Miroslav Kozel, Miloslav Mikula, Ramik Rajmund, Antonín Čvanda, Jan Recman, Rudolf Kuča a Jan Kuliha. [3]
- Hasičská zbrojnice v blízkosti kaple sv. Jana Nepomuckého.

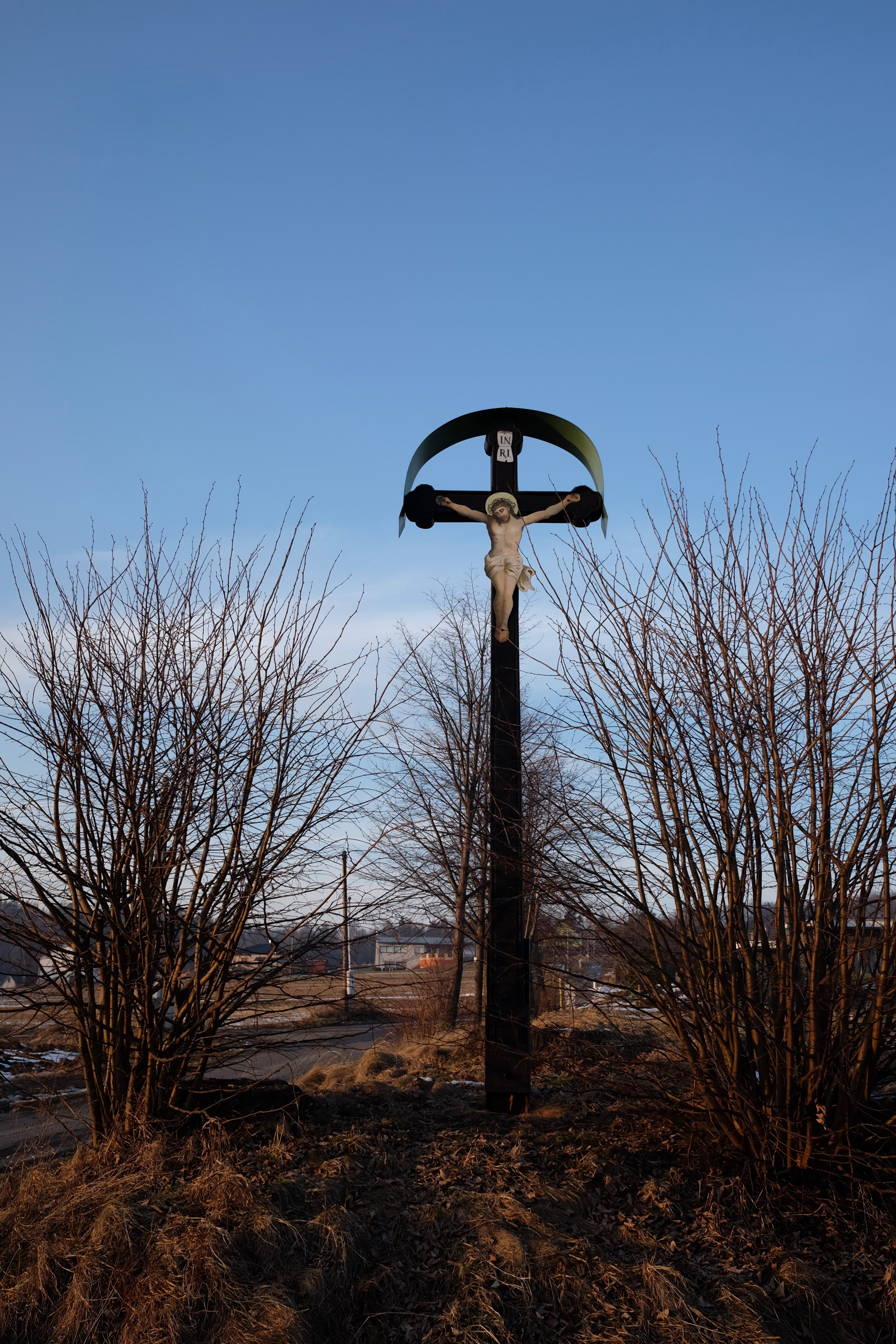
Památný kříž na rozcestí ke kapli sv. Jana Nepomuckého
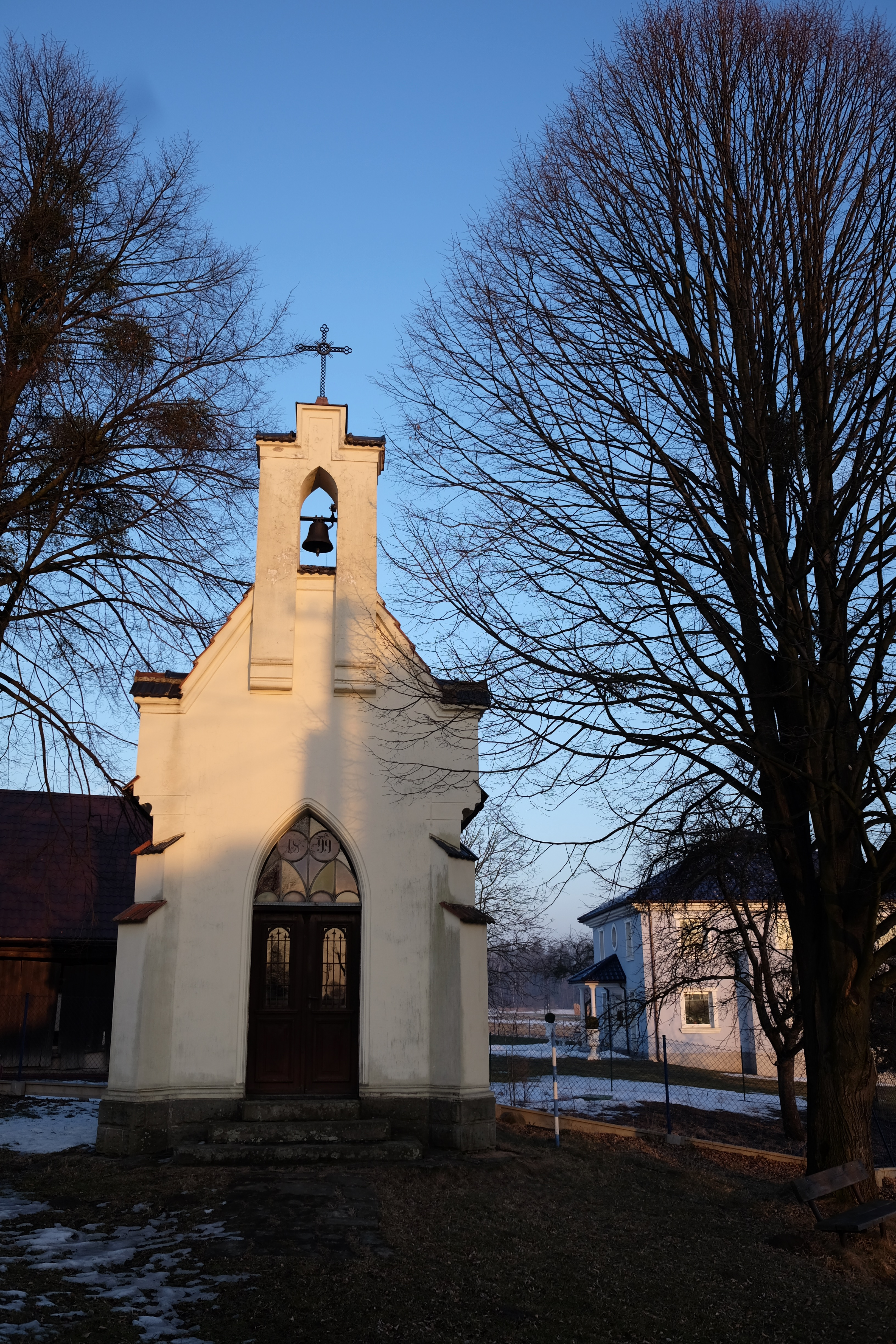
Kaple sv. Jana Nepomuckého
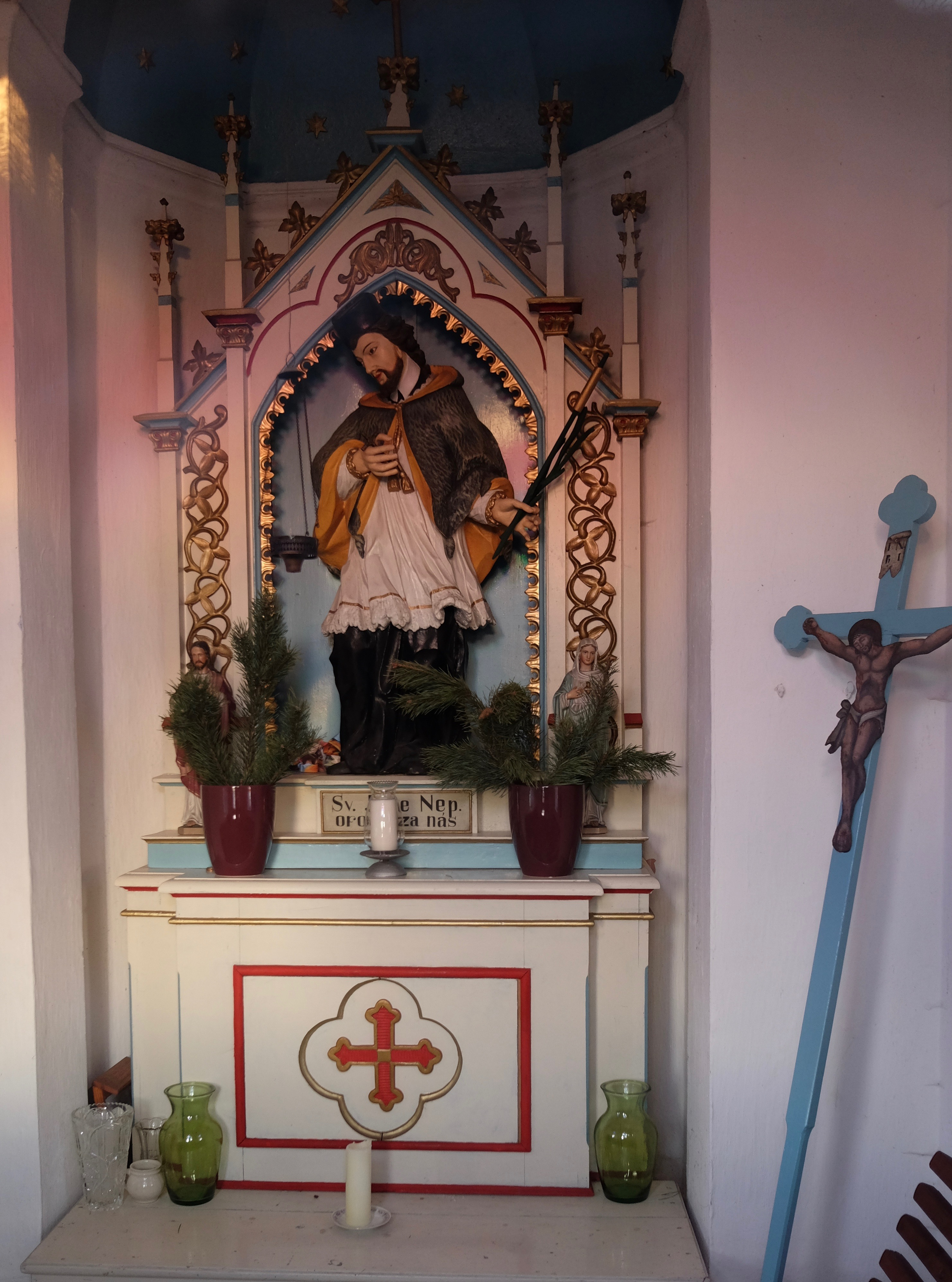
Oltář kaple sv. Jana Nepomuckého
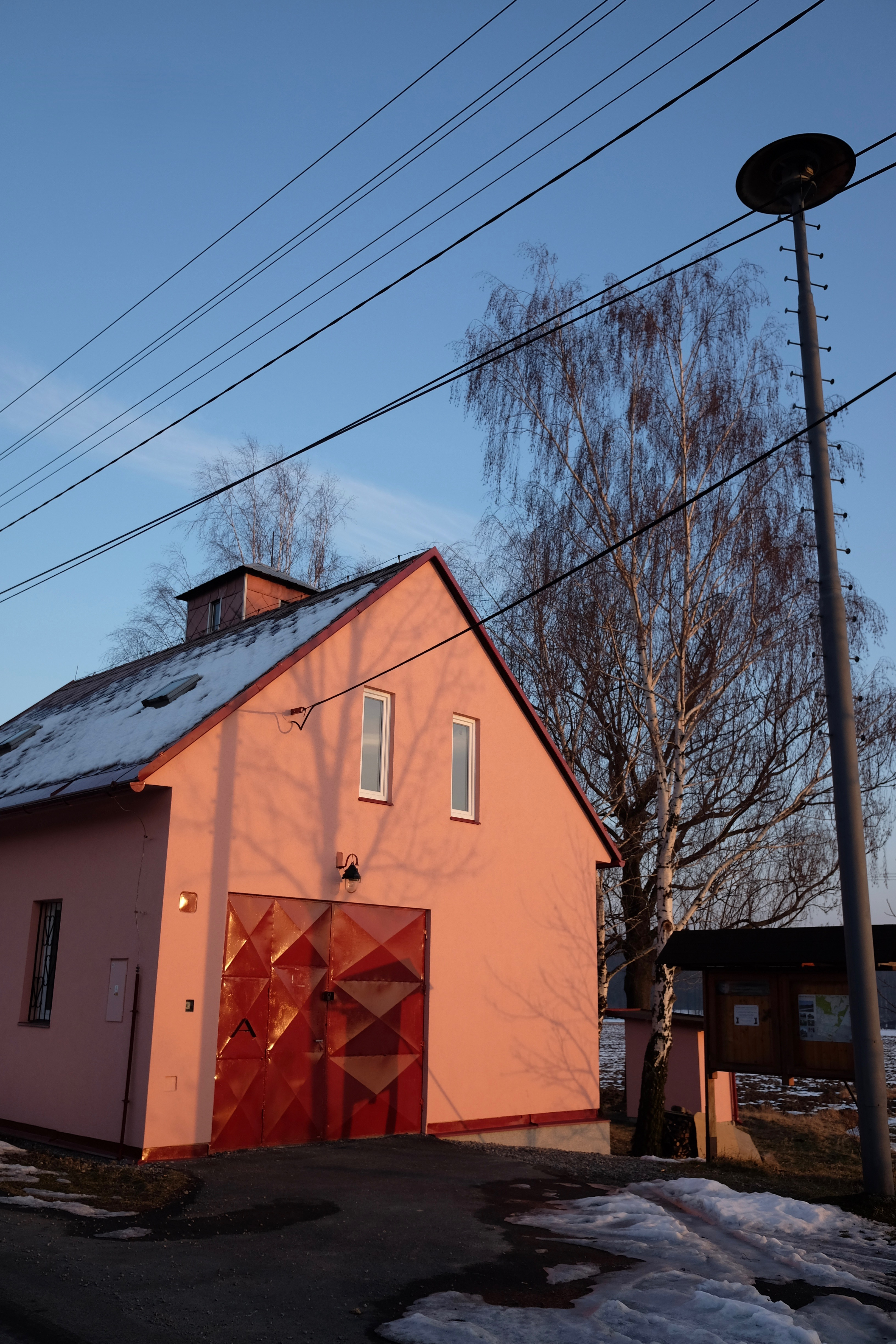
Hasičská zbrojnice
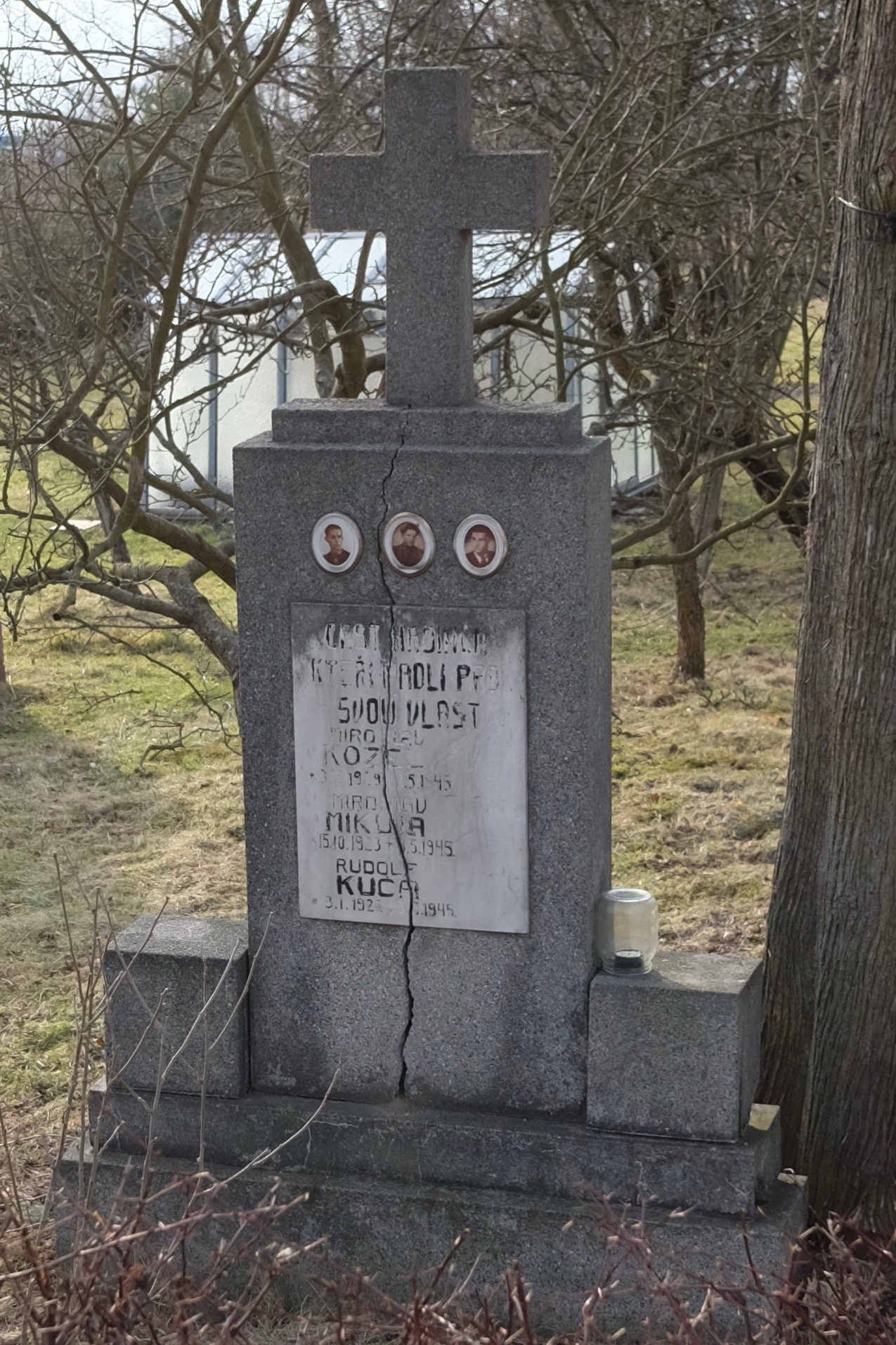
Památník obětem II. světové války
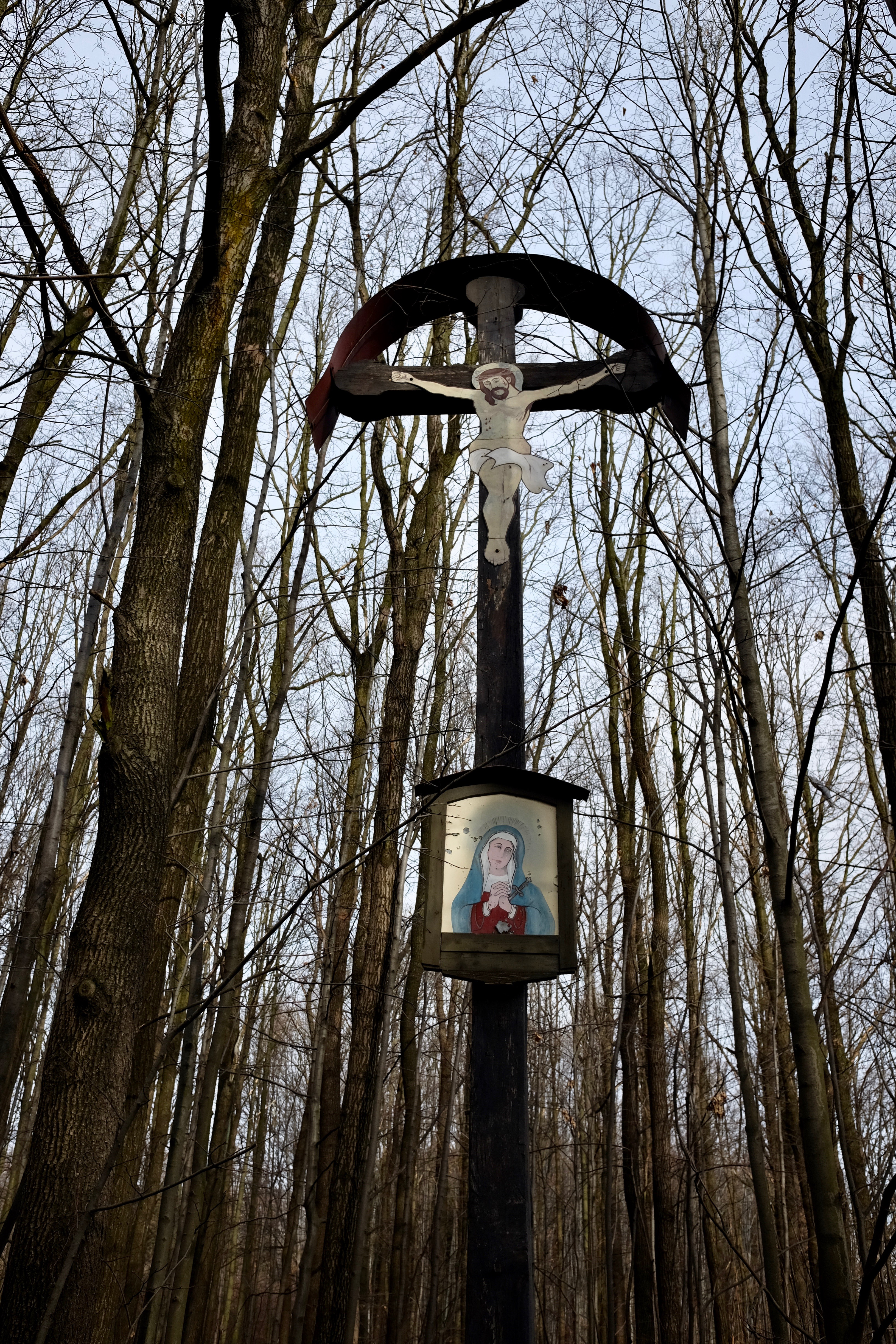
Dřevěný kříž vysvěcený farářem Petrem Bauchnerem
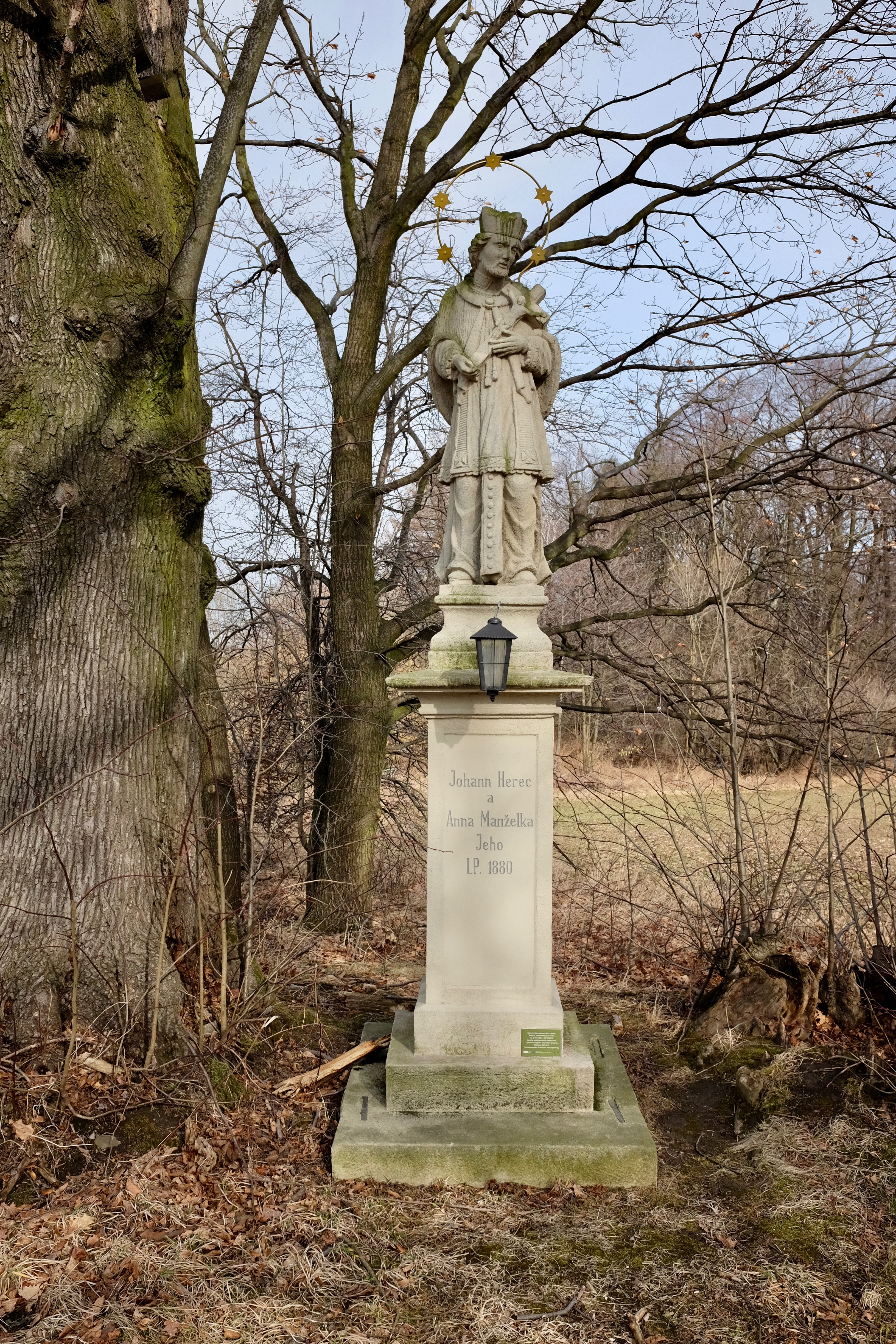
Kamenná socha sv. Jana Nepomuckého
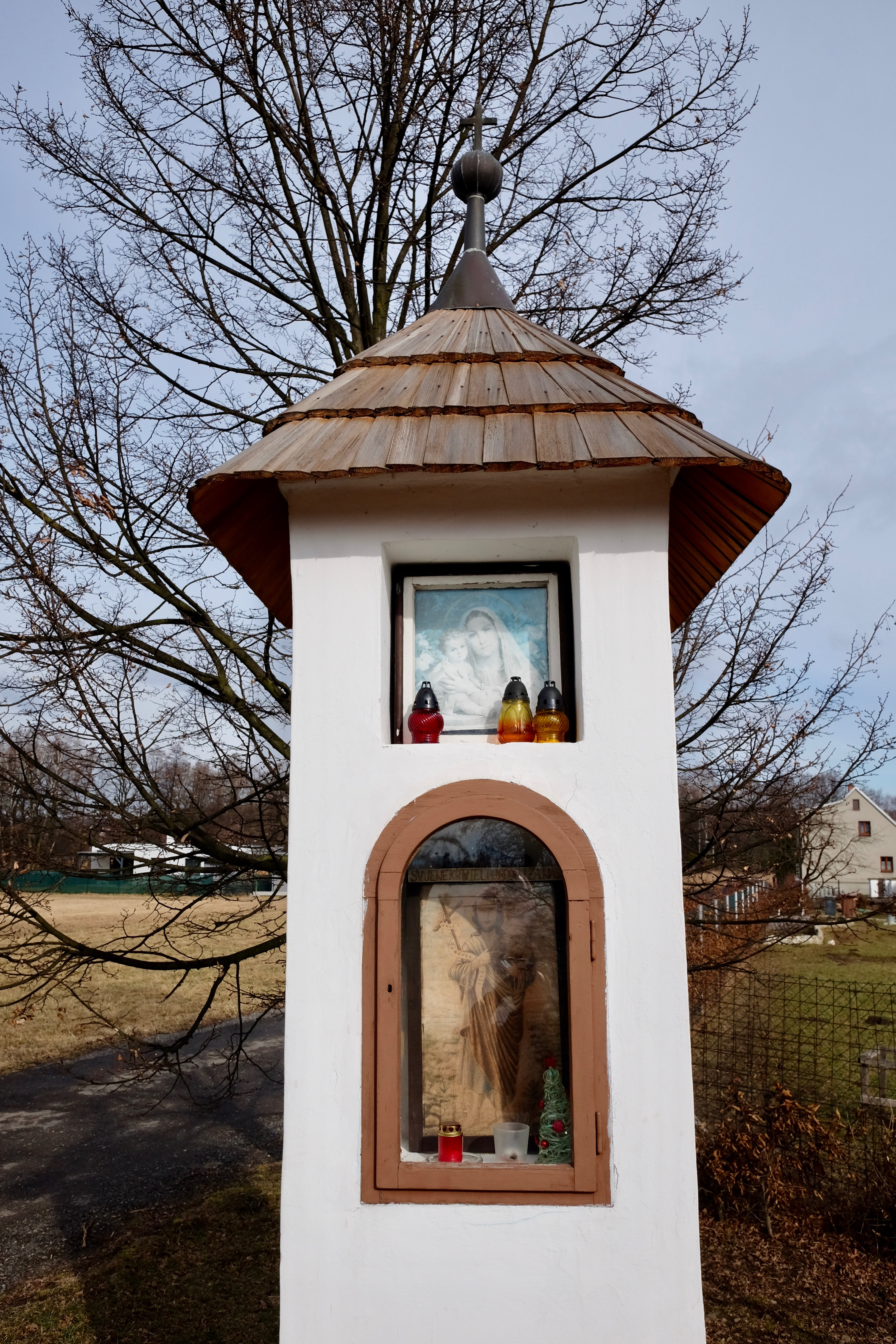
Kaplička sv. Jana Křtitele

## Přírodní památky, rezervace a lokality

### Přírodní rezervace Novodvorský močál
Novodvorský močál se rozkládá v jihovýchodní části Panských Nových Dvorů. Vznikl samovolným vývojem na místě dřívějšího rybníka, jehož pozůstatky včetně provalené hráze lze na místě ještě pozorovat. Močál je napájen potokem Vlček pramenícím poblíž ve Frýdeckém lese. Na několika místech potoka jsou znatelné vířící prameny.
Močál se skládá ze dvou částí, lesní a volné. Lesní část je tvořena jasanem ztepilým (Fraxinus excelsior) a olší lepkavou (Alnus glutinosa), které doprovází dub letní (Quercus robur) a bříza bělokorá (Betula pendula), vzácně i jilm horský (Ulmus glabra). Keřové patro tvoří zejména krušina olšová (Frangula alnus). Volná část bez lesního porostu je tvořena přesličkou lesní (Equisetum sylvaticum), ostřicí třeslicovitou (Carex brizoides), papratkou samičí (Athyrium filix-femina), kyčelnicí žláznatou (Dentaria glandulosa), řeřišnicí hořkou (Cardamine amara), třtinou šedavou (Calamagrostis canescens) a ostružiníkem (Rubus).
V přírodní rezervaci roste ohrožený ďáblík bahenní (Calla palustris), prstnatec májový (Dactylorhiza majalis) a vachta trojlistá (Menyanthes trifoliata).
Žije zde čolek horský (Triturus alpestris) a několikrát tu byla pozorována i vydra říční (Lutra lutra). V období s dostatkem vody se zde vyskytuje střevle potoční (Phoxinus phoxinus) a poblíž tůní můžeme spatřit skokana hnědého (Rana temporaria).

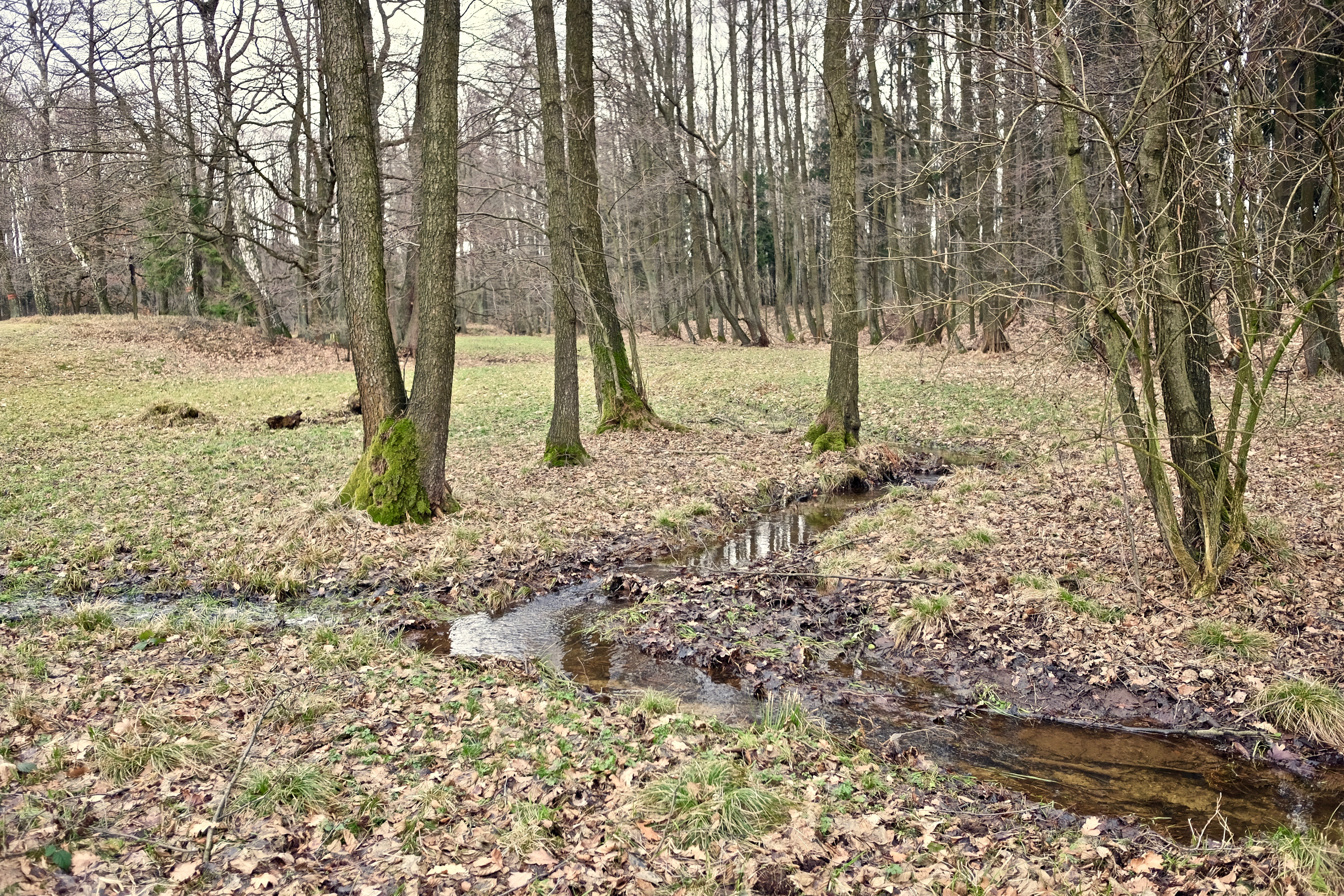
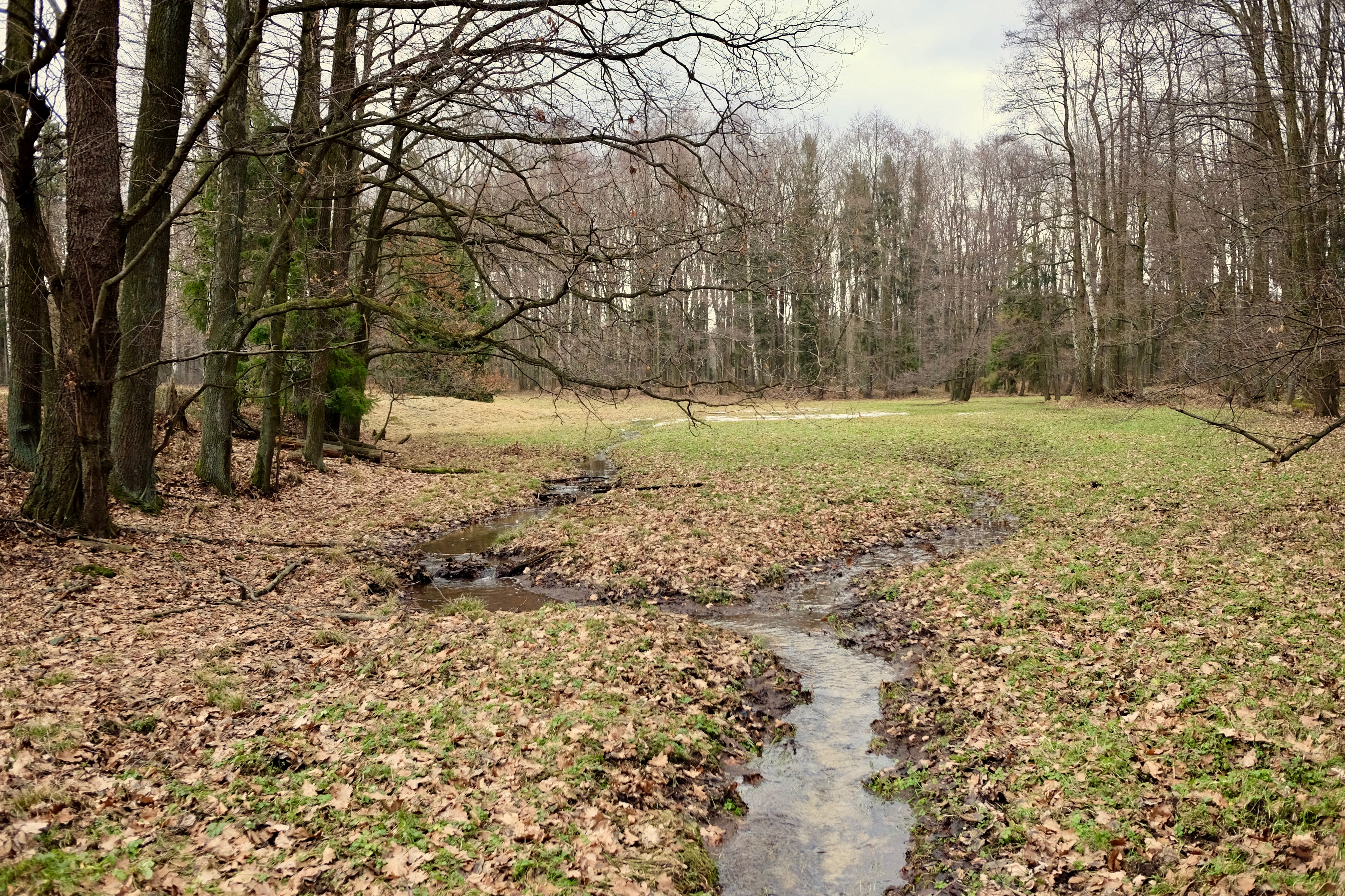
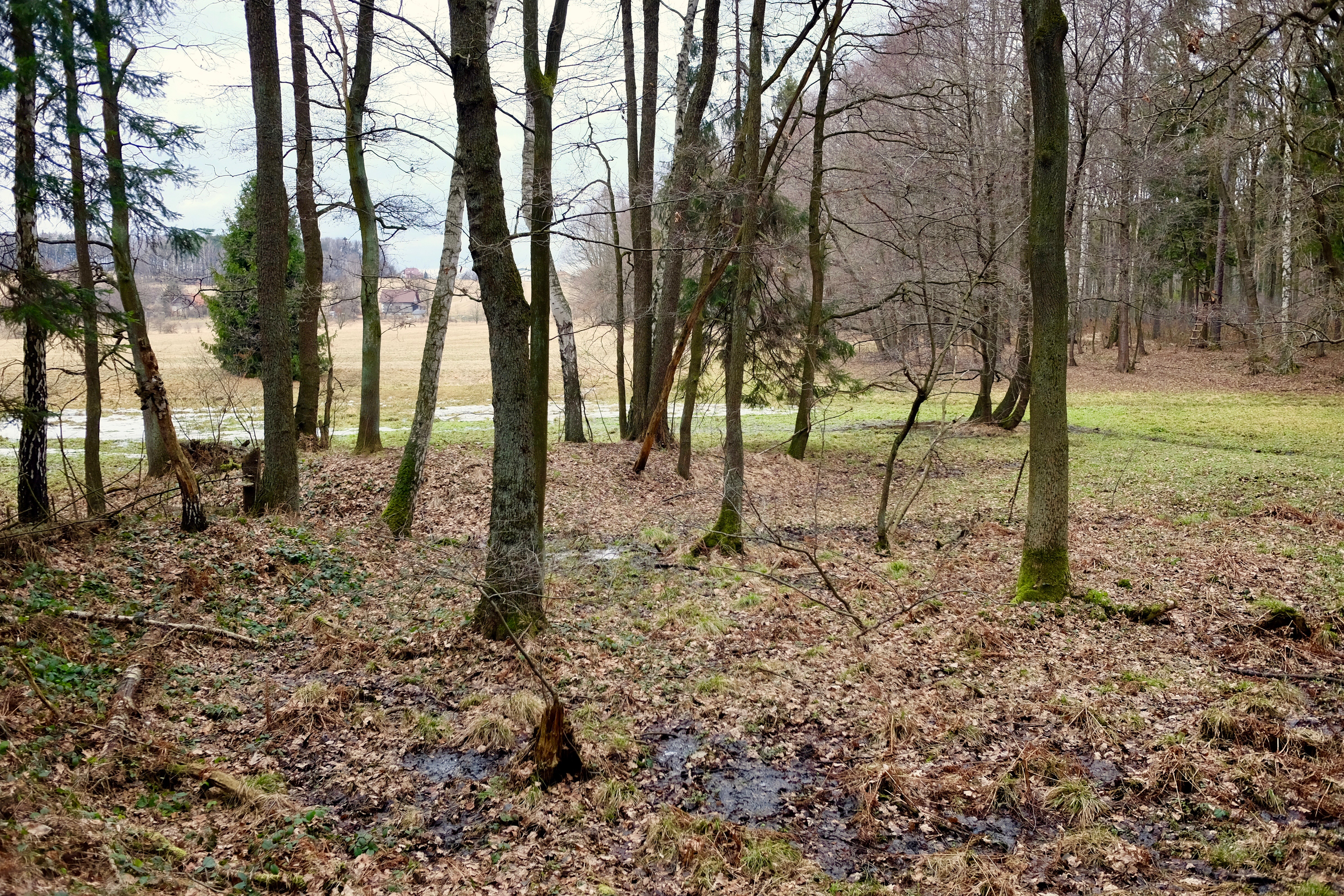
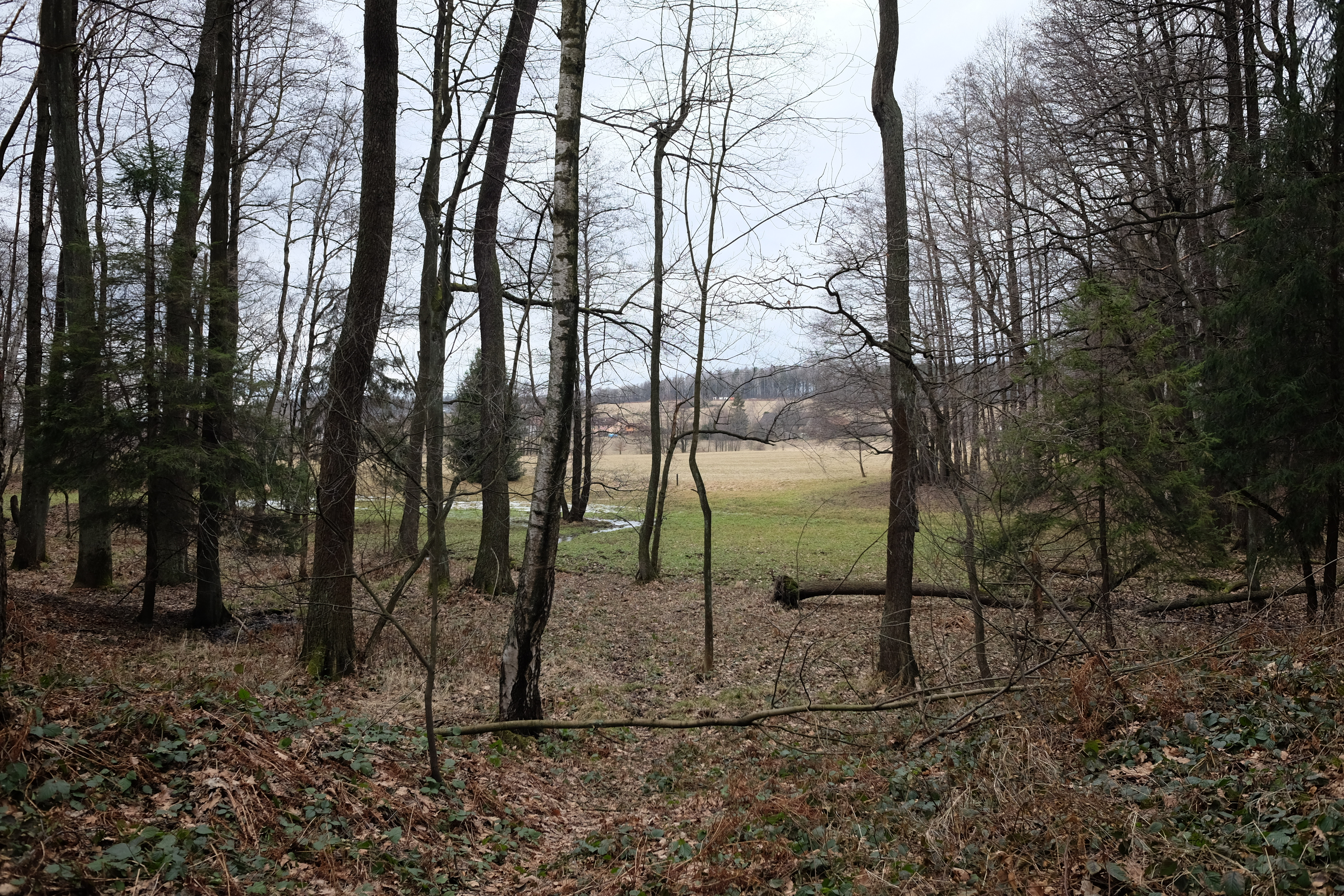
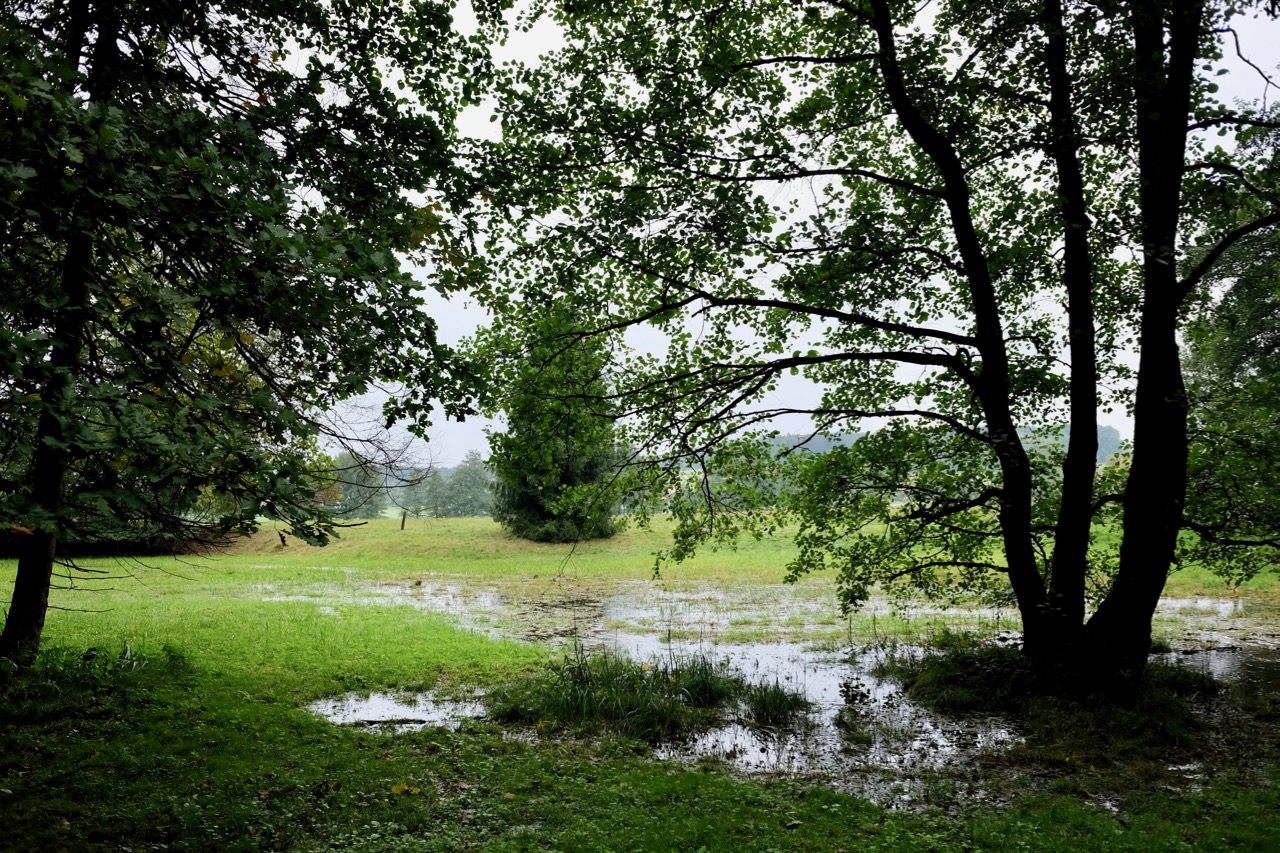

### Mokřady
Území mezi Frýdkem-Místkem a Dobrou je protkáno loukami a močály. Jeden z nejvýznamnějších močálů je v oblasti Panských Nových Dvorů. Na severu jej ohraničuje železnice směrem na Český Těšín a sahá k silnici propojující Panské Nové Dvory a Kamenec. Z východu jej napájí potoky Vlček a Černý potok. Podél potoka Vlček stojí tůň s několika desítkami centimetrů vody. Při dešti zadrží mokřad a nasycená půda ohromné množství vody, která pak v období sucha pomalu odtéká a pomáhá tak udržet množství vody v krajině.
V mokřadu roste kosatec žlutý (Iris pseudacorus), tužebník jilmový (Filipendula ulmaria), kyprej vrbice (Lythrum salicaria), pcháč bahenní (Cirsium palustre), vrbina obecná (Lysimachia vulgaris) a vrbovka chlupatá (Epilobium hirsutum). Z trav zde rostou zejména ostřice (Carex). Břehy mokřadu jsou tvořeny převážně letitými duby (Quercus).

### Studánka Zbujnička
Pojmenovaná podle zbojníků - zbujů, kteří se v blízkém frýdeckém lese podle pověsti ukrývali. Nedaleko ní se nachází několik bludných balvanů ze švédské žuly, které sem přivalil pevninský ledovec.

## Významní rodáci
- Josef Loriš (1808-1900), kněz a zakladatel kostela sv. Josefa v Janovicích vysvěceného v roce 1891, vystudoval filozofii a bohosloví v Olomouci, na kněze byl vysvěcen v roce 1835, působil v Bruzovicích, Hnojníku a Frýdku, za své zásluhy byl v roce 1884 jmenován čestným radou generálního vikariátu.
- PhDr. Eduard Míček (1891-1962), působil jako pedagog v Nošovicích a ve Skalici, později vystudoval Filosofickou fakultu Univerzity Karlovy v Praze (pedagogika a moderní filologie) a pedagogiku na univerzitě v Londýně, od roku 1924 působil v USA v Chicagu a Texasu, podporoval český boj proti německému nacismu, založil katedru slovanských jazyků na University of Texas v Austinu, působil jako profesor slovanské filologie.[6]
- Ignác Tkáč (1839-1910), publicista, překladatel a učitel, vystudoval filologii na univerzitě ve Vídni, působil jako středoškolský profesor německého gymnázia v Uherském Hradišti, přispěl do Ottova slovníku naučného.
- Josef Bezruč, léčitel a lidový lékař, léčbu založil na zkoumání lidské moči.

## Kasárna ve Frýdeckém lese

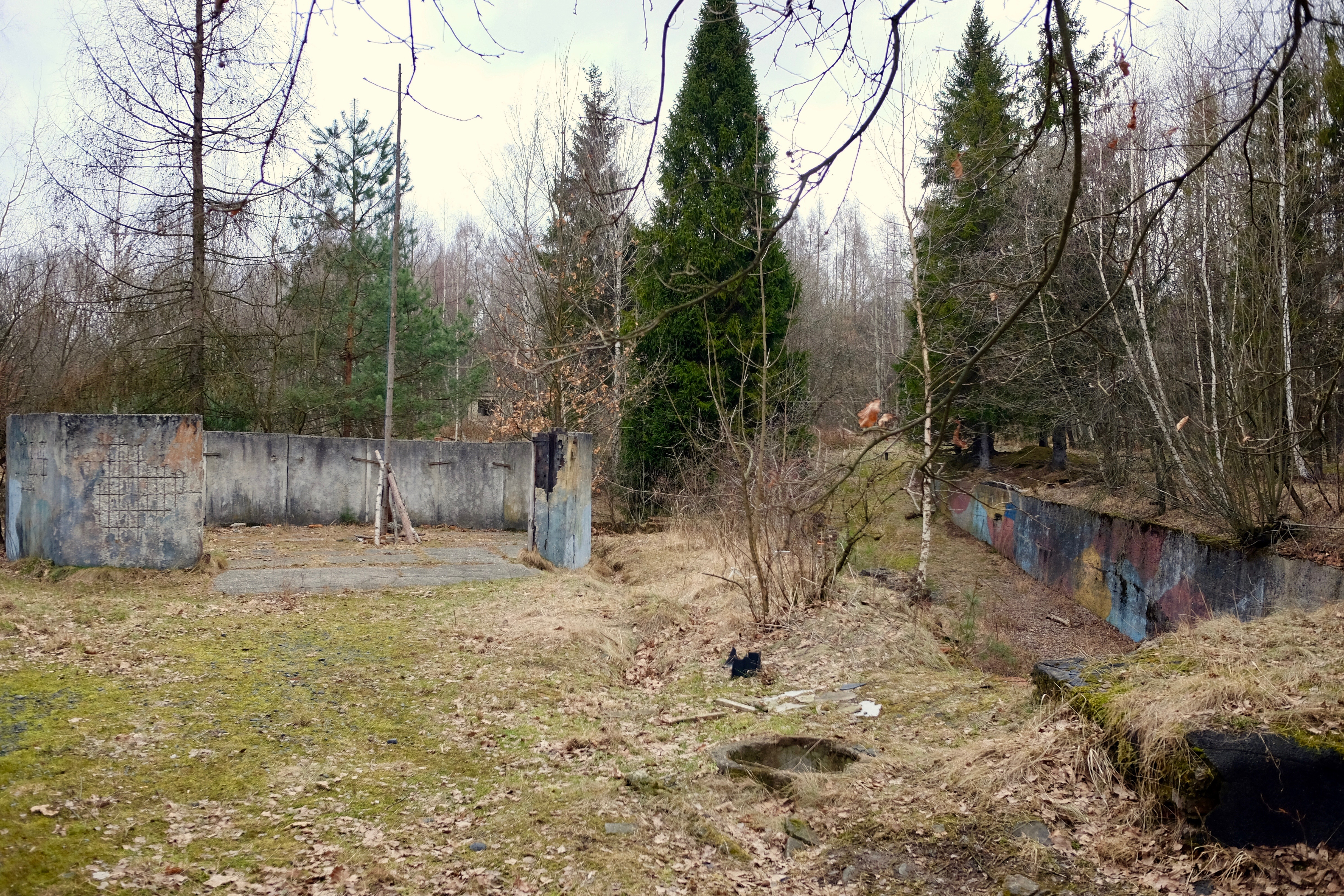
Vojenský areál - na snímku je palebné stanoviště (vlevo), za ním prosvítá stanoviště řídicích kabin a dále budova pro odpočinek směny.

Vojenský areál ve Frýdeckém lese sloužil jako palebné postavení zapojené po protiletecké a raketové obrany Ostravy. Sídlil zde protiletecký raketový oddíl, jež se skládal z útvaru a palpostu. Palpost byl obehnán drátěným plotem na betonových sloupech a skládaným betonovým plotem. Areál je pozorovatelný také z leteckých snímků.
V areálu se nachází několik torz vojenských objektů. Vrátnice byla první budovou u jediného vstupu do areálu, který byl směrem od útvaru na severu. Vrátnice byla přízemní budova se sedlovou střechou s malým spádem.
Za vrátnicí po levé straně při vstupu do areálu stojí obdélníková budova, která sloužila jako stanoviště pohotovostní směny. Jedná se o obdélníkovou budovu.
Kruhová zpevněná plocha o poloměru 11 metrů obehnaná nízkou zídkou byla stanovištěm radiolokátoru. Nedaleko stojí budova pro odpočinek směny a dále řada železobetonových sloupů sloužících jako kryté stání pro přepravníky raket.
Na východě areálu je šest čtyřstěnných železobetonových jehlanů, které sloužily jako zásobníky raket.
Uprostřed areálu je stanoviště řídicích kabin. Bylo umístěno pod úrovní terénu a skládalo se z několika mobilních buněk, které dohromady sloužily jako velitelství. Hned za stanovištěm řídicích kabin je palebné stanoviště proti nízko letícím blízkým cílům. Je obestavěno 15 železobetonovými panely zformovanými spolu s 4 chybějícími díly - mezerami - do tvaru pravidelného devatenáctiúhelníku. U řídicího stanoviště se nachází ještě železobetonový bunkr.
Po areálu je rozmístěno šest odpalovacích ramp, zpevněných ploch kruhového tvaru s okolním zemním valem výšky okolo dvou metrů. U každé rampy je protitlakový bunkr, kde sídlila obsluha.